# Квитневое (Днепропетровская область)
Квитневое (укр. Квітневе, до 2024 года — Перше Травня) — село, Башмачанский сельский совет, Днепровский район, Днепропетровская область, Украина.
Код КОАТУУ — 1225081005. Население по переписи 2001 года составляло 165 человек.

## Географическое положение
Село Квитневое находится в 6-и км от правого берега реки Днепр, на расстоянии в 1,5 км от сёл Любовь и Долиновка (Запорожский район).
Рядом проходит автомобильная дорога Н-08.